# Unionsrevers
Der Unionsrevers war eine eidliche Erklärung der evangelischen Geistlichen in Preußen seit 1822, die sie bei der Ordination mündlich vorzutragen und schriftlich zu unterzeichnen hatten. Sie verpflichteten sich damit allgemein zum Gehorsam gegenüber dem König und speziell zu der von diesem 1817 durchgeführten Vereinigung der lutherischen und der reformierten Konfession.

## Geschichtlicher Hintergrund
Das Hohenzollernhaus war, bedingt durch den im Jahre 1613 aus politischen Gründen vollzogenen Konfessionswechsel von Kurfürst Johann Sigismund, reformiert. Das Land blieb lutherisch. Das Herrscherhaus versuchte immer wieder, die Grenzen zwischen der lutherischen und der reformierten Lehre zu nivellieren. Seit dem Wiener Kongress umfasste Preußen auch große traditionell reformierte Gebiete vor allem am Niederrhein.
Im Jahr 1817 leitete Friedrich Wilhelm III. die Union ein, wohl wissend, dass sie mit Artikel VII des westfälischen Friedens von 1648 nicht vereinbar war. 1821/22 begann er mit der Einführung einer von ihm selbst erarbeiteten Agende. Die Union zwischen den beiden Kirchen wurde 1830 mit der verbindlichen Inkraftsetzung einer gemeinsamen Kirchenverfassung vollendet.
Die Pastoren, die aus Gewissensgründen eine solche Union ablehnten, wurden entlassen oder auch inhaftiert. Gemeindeglieder, die bei der lutherischen Kirche bleiben wollten, wurden mit hohen Strafen belegt, die bis zur Auspfändung führte.
Friedrich Wilhelm IV. machte bei seinem Regierungsantritt 1840 diesen Maßnahmen ein Ende. Die gefangenen Pastoren durften die Gefängnisse verlassen. Auch die Drangsalierung der Gemeindeglieder ließ nach.
Am 23. Juli 1845 erließ der König die Generalkonzession. Sie gestattete „den von der Gemeinschaft der evangelischen Landeskirche sich getrennt haltenden Lutheranern“, sich in eigenen Kirchengemeinden zu sammeln unter eigenem Kirchenregiment, dem Oberkirchencollegium in Breslau (OKC) der später Evangelisch-Lutherische Kirche in Preußen genannten christlichen Glaubensgemeinschaft.

## Wortlaut
Ich N.N., der ich zum heiligen Predigtamt jetzt berufen und angenommen werde, gelobe und schwöre bei Gott und seinem Evangelium, daß ich dabei weder insgeheim selber hegen noch vor meinen Zuhörern eine andre Lehre predigen und ausbreiten will, als die, welche gegründet ist in Gottes lautrem und klarem Worte, den prophetischen und apostolischen Schriften des Alten und Neuen Testaments und verzeichnet in den drei Hauptsymbolen, dem Apostolischen, dem Nicänischen und Athanasianischen, so wie in der unveränderten Augsburgischen Konfession vom Jahre 1530 und dem liber concordiae, so wie solche die evangelische Kirche in den Landen S. Majestät, des Königs von Preußen, meines Königs und Herrn, als Glaubensnorm übereinstimmend angenommen hat, und in deren Geist die vorgeschriebene und eingeführte Kirchenagende vom Jahre 1822 abgefaßt ist.
```
Auch will ich mit allem Fleiß und Treue die Katechismuslehre bei der christlichen Jugend treiben, sie zu würdigen Mitgliedern der vereinigten evangelischen Kirche zu bilden, sie als solche aufnehmen, meine Zuhörer aus Gottes Wort unterweisen, nach der Einsetzung und Anordnung Jesu Christi die heiligen Sakramente austeilen und alle abweichende willkürliche Lehren als Gift der Seele fliehen.
```

```
Desgleichen will und werde ich getreu sein meinem rechtmäßigen Könige, Seiner Majestät dem Könige von Preußen, meinem großmächtigsten Landesherrn und obersten Bischof, also, daß ich des Königs Nutzen und Bestes suche und fördere auf jegliche Weise. Mit Leben und Blut, mit Lehre und Beispiel, mit Wort und Tat will ich die Königliche Macht und Würde verteidigen, wie es in unserer heilsamen monarchischen Regierungsform festgestellt ist. Ebenmäßig will ich zur rechten Zeit es aufdecken, wenn ich erfahren sollte, dass etwas obhanden sei zur Aenderung oder Aufhebung dieser trefflichen Grundverfassung, in welcher das Wohl des Staates bestand und bestehet
; und dem ich in allen Punkten gehorchen und nachkommen will und werde. Desgleichen will ich, so viel an mir ist, Gehorsam schaffen seiner Königlichen Majestät, meinem allergnädigsten Könige, und denen, welche von seinetwegen zu gebieten und zu befehlen haben; auch alle meine Pfarrkinder und Gemeindeglieder anhalten, jederzeit recht zu denken und zu reden über das weltliche Regiment, welches von Gott verordnet ist. Auch will ich dahin streben, in der mir anvertrauten Gemeine die rechte und gehörige kirchliche Ordnung aufrechtzuerhalten, den von Seiner Königlichen Majestät publizierten Gesetzen gemäß, will sie ermahnen zur Uebung der Gottseligkeit, des Landesfriedens, eines frommen Lebens und Umganges und gegenseitiger Liebe und Einigkeit, ich will zu Gott beten für die hohe Obrigkeit, und alle meine Gemeinglieder erinnern an die ihnen obliegende untertänige Treue und zu Gehorsam und Folgsamkeit sie ermahnen.
```

```
Auch will und werde ich meinen geistlichen Vorgesetzten gebührende Ehre und Gehorsam erweisen und allem, was mir in meinem Amte auferlegt wird, getreulich nachkommen. Durch Ränke und gesetzwidrige Mittel will ich meine Beförderung nicht suchen. Jährlich und täglich will ich in der Erkenntnis des Wortes Gottes und der Glaubensartikel und in den andern mir notwendigen Wissenschaften fortzuschreiten suchen. Mit Gottes Gnade will ich das Wort der Wahrheit recht austeilen und mein Amt redlich ausrichten; auch mich befleißigen eines reinen, frommen, nüchternen, schicklichen und einem rechtschaffenen Lehrer anständigen Lebens, also daß ich darin mit einem guten Beispiele anderen vorgehen kann.
```

```
In weltliche und für mein Amt sich nicht passende Sachen, die einem Geistlichen und Lehrer nicht wohl anstehen, will ich mich nicht mengen.
```

```
Fehle ich in dem einen oder anderen Stück, und meine Vorgesetzten halten es mir vor und warnen mich, so will ich mit Gottes Hilfe mich gerne bessern.
```

```
Solchen Zusagen und allem, was sonst die Kirchenordnung vorschreibt, will und werde ich mich nach aller meiner Kraft und Gnade, die Gott verleihet, getreulich nachkommen, wie es einem aufrichtigen und rechtschaffenen christlichen Geistlichen geziemt und vor Gott und Menschen zu verantworten ist, ohne alle Erfindung und arge List, so wahr mir Gott helfe an Leib und Seele. Amen.
```

## Beendigung der eidlichen Verpflichtung
Die Generalsynode im Jahre 1846 plädierte für die Abschaffung des sogenannten Unionsreverses in der unierten Evangelischen Kirche in Preußen. Daraufhin verfügte der Preußische Minister der geistlichen-, Unterrichts- und Medizinalangelegenheiten am 27. März 1847 die Abschaffung dieser eidlichen Verpflichtung.